# Edwin Ernest Salpeter
Edwin Ernest Salpeter (3. prosince 1924, Vídeň, Rakousko – 26. listopadu 2008, Ithaca, New York, USA) byl rakousko-australsko-americký astrofyzik.

## Život
Narodil se do židovské rodiny. Kvůli nacistům emigroval v průběhu dospívání z Rakouska do Austrálie. V Austrálii absolvoval střední chlapeckou školu a univerzitu v Sydney, kde získal bakalářský titul v roce 1944 a magisterský titul o rok později. Ve stejném roce byl odměněn zahraničním stipendiem, díky kterému vycestoval do Anglie, kde v roce 1948 složil doktorát na univerzitě v Birminghamu pod dohledem sira Rudolfa Peierlse. Celý život byl profesorem Cornellovy univerzity. Zemřel na leukémii ve svém domě 26. listopadu 2008.
V roce 1950 se oženil s lotyšskou neurobiologičkou Miriam (Mika) Markovou (1929–2000), pocházející z Rigy. V Cornellu byla předsedkyní oddělení neurobiologie od roku 1982 až do roku 1988. Společnost neurověd vytvořila cenu Mika Salpeter, která, dle jejích slov; "uznává jednotlivce s vynikajícími kariérními úspěchy v oblasti neurovědy a také výrazně umocňuje profesní růst žen v neurovědě." Manželé Salpeterovi měli dvě dcery, Judy Salpeterovou a Dr. Shelley Salpeterovou.

## Vědecké příspěvky
V roce 1951 Salpeter popsal, že ve hvězdách se helium přeměňuje na uhlík pomocí 3-alfa procesu ne přímo, ale přes střední metastabilní stav berylia, čímž pomohl vysvětlit produkci uhlíku ve hvězdách. Spolu s Hansem Bethem napsal v roce 1951 dva články, které představovali Bethe-Salpeterovu rovnici, která popisuje interakce mezi dvojicí základních částic v rámci kvantové teorie pole. Roku 1964 byli první (s ním nezávisle i Yakov B. Zeldovich), kteří popsali, že akreční disky kolem masivních černých děr, jsou zodpovědné za obrovské množství energie, vyzařované kvasary, což jsou nejjasnější aktivní galaktická jádra. To je v současné době nejvíce přijímané vysvětlení pro fyzický původ aktivních galaktických jader a souvisejících extragalaktických relativistických trysk.

## Vyznamenání
- Carnegie Institution for Science Award pro výzkum astrofyziky (1959)
- Zlatá medaile Královské astronomické společnosti (1973)
- Docentura Henryho Norrise Russella (1974)
- Cena J. Roberta Oppenheimera univerzity v Miami (1974)
- Medaile Karla Schwarzschilda (1985)
- Bruce Medal (1987)
- Dirac Medal (1996)
- Crafoord Prize s Fredem Hoylem (1997)
- Cena Hanse Bethea (1999)